# ピエール・ルイ・デュロン

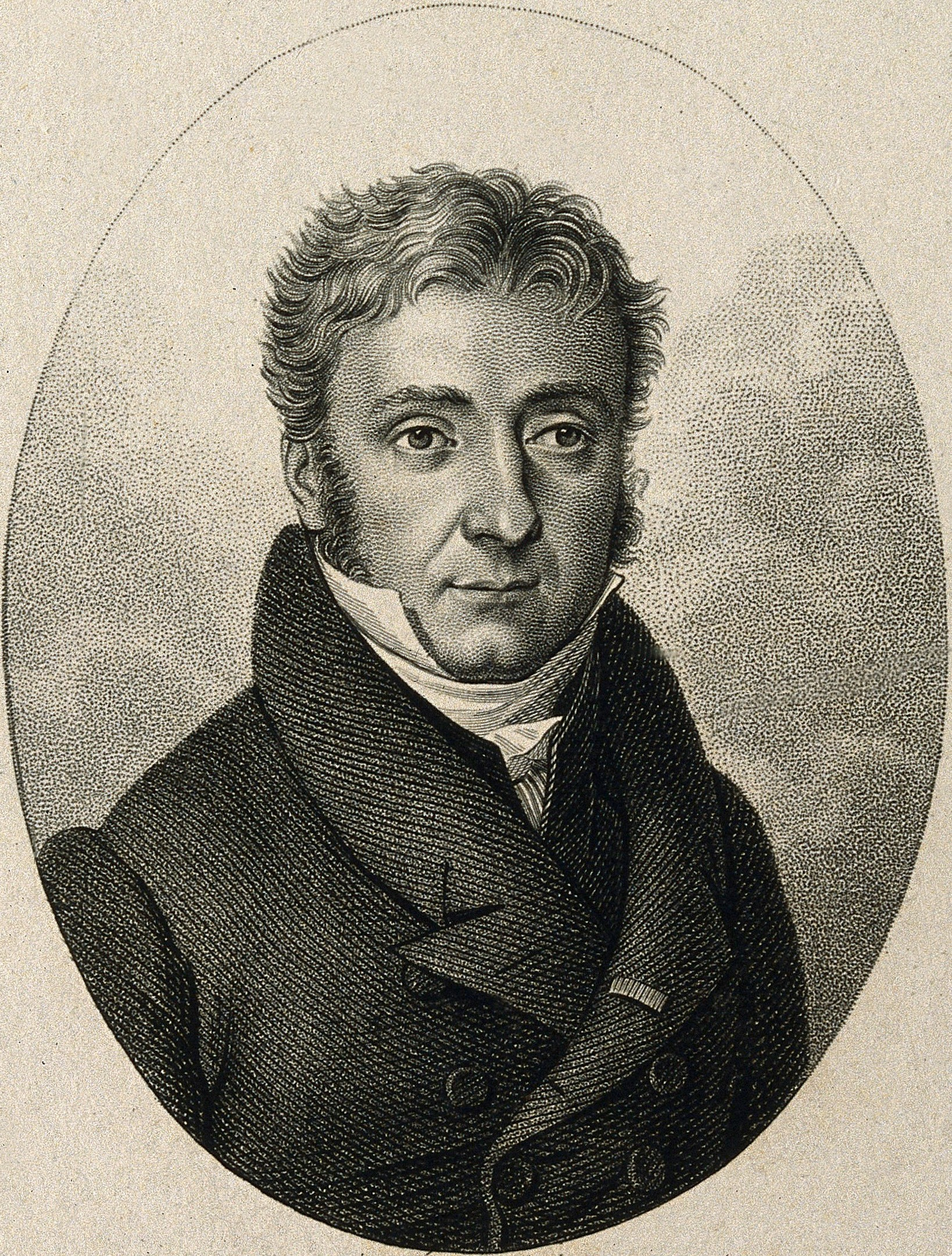
Pierre Louis Dulong

ピエール・ルイ・デュロン（Pierre Louis Dulong 、1785年2月12日 - 1838年7月19日）はフランスの化学者、物理学者である。比熱に関するデュロン＝プティの法則で知られる。

## 人物
ルーアンに生まれた。エコール・ポリテクニークで学んだ。始め、薬学を学んだが、ルイ・テナールのもとで、一般化学に転じた。1820年から1829年の間、アレクシス・プティの後を継いで､物理学の教授となった。その後、研究主任(directeur des etudes)を務めた。 
化学の分野では、化合物の複分解、亜硝酸、リンの酸化物、窒素の酸化物、金属の触媒作用などの研究に功績があった。1812年、三塩化窒素が自己反応熱によって爆発がおこることを自らの2本の指と片目を失うことによって発見した。
物理化学の分野ではプティと共同で金属の比熱が、金属の原子量に反比例することを示し、デュロン＝プティの法則と呼ばれる。